# The Return of Dr. Fu Manchu
The Return of Dr. Fu Manchu è un film del 1930 prodotto e diretto da Rowland V. Lee.

## Produzione
Il film fu prodotto dalla Rowland V. Lee Productions e dalla Paramount Pictures.
Venne girato nei Paramount Studios - 5555 Melrose Avenue, Hollywood

## Distribuzione
Distribuito dalla Paramount Pictures, il film - presentato da Jesse L. Lasky e Adolph Zukor - uscì nelle sale cinematografiche USA il 2 maggio 1930.